# Paspalum notatum
Paspalum notatum là một loài thực vật có hoa trong họ Hòa thảo. Loài này được Flüggé mô tả khoa học đầu tiên năm 1810.

## Hình ảnh

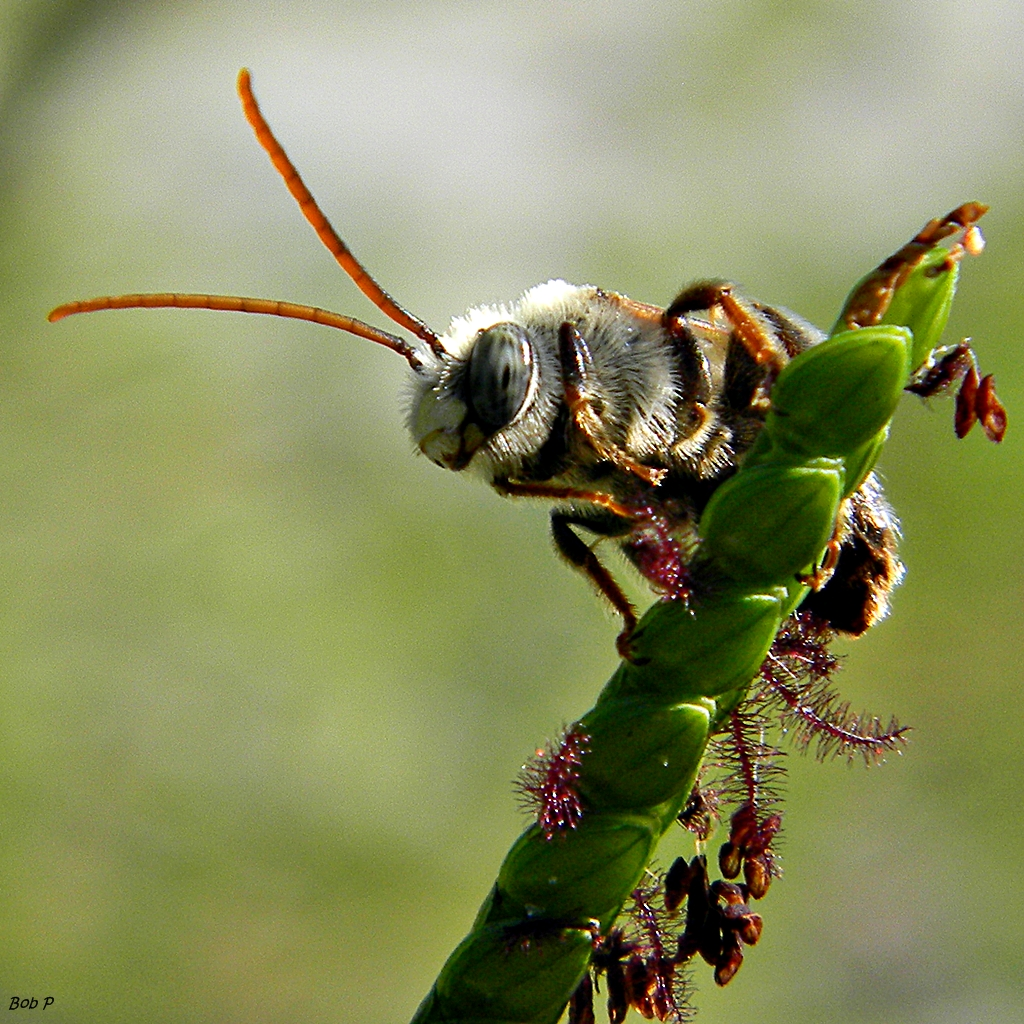
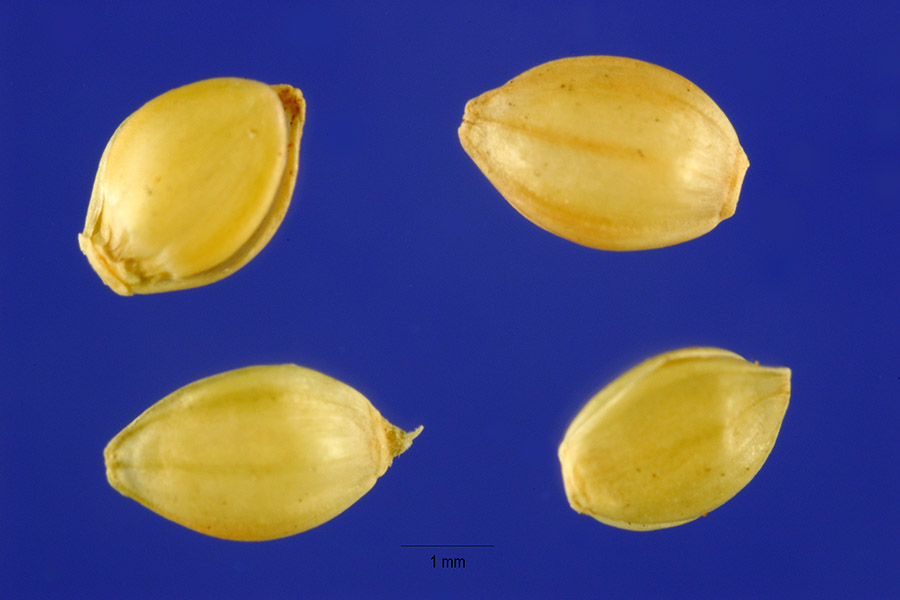